# Episodi di Mi benedica padre (terza stagione)
La terza ed ultima stagione della sitcom Mi benedica padre è andata in onda in Gran Bretagna dal 5 luglio 1981 al 16 agosto dello stesso anno su Independent Television.
| nº | Titolo originale              | Titolo italiano             | Prima TV USA   | Prima TV Italia |
| -- | ----------------------------- | --------------------------- | -------------- | --------------- |
| 1  | Things Are Not What They Seem | L'apparenza inganna         | 5 luglio 1981  |                 |
| 2  | Women                         | Donne                       | 12 luglio 1981 |                 |
| 3  | Beddings and Weddings         | Matrimoni e materassi       | 19 luglio 1981 |                 |
| 4  | Fire and Brimstone            | Il fuoco dell'Inferno       | 26 luglio 1981 |                 |
| 5  | A Legend Comes to Stay        | Una settimana con Padre Abe | 2 agosto 1981  |                 |
| 6  | Porgy and Bees                | Porgy & Bess                | 9 agosto 1981  |                 |
| 7  | A Mixed-Up Marriage           | Un matrimonio misto         | 16 agosto 1981 |                 |